# Parectatina signata
Parectatina signata là một loài bọ cánh cứng trong họ Cerambycidae.